# Henrietta Dugdale
Henrietta Augusta Dugdale, geboren Worrell (14 mei 1827 - 17 juni 1918) was een Australische, die de eerste vrouwenrechtenbeweging in Australië oprichtte. Haar campagnes resulteerden in grote verbeteringen van de vrouwenrechtensituatie in Australië. 

## Leven
Henrietta Dugdale was een belangrijke uitdrager van de rechten van Australische vrouwen. Ze werd geboren in St Pancras, Londen op 14 mei 1827, als tweede overlevende dochter van John Worrell en Henrietta Ann (geboren Austin). In 1848 trouwde ze met een koopvaardijofficier, J.A. Davies, met wie ze in 1852 naar Australië kwam. Na de dood van Davies trouwde ze in maart 1853 in Melbourne met kapitein William Dugdale. Met hem verhuisde ze naar Queenscliff, waar haar zonen Einnim, Carl en Austin werden geboren. 
Nadat ze eind jaren zestig van William Dugdale was gescheiden, verhuisde ze naar de voorstad Camberwell in Melbourne, waar ze woonde tot een paar jaar voor haar dood. In 1918 kwam ze te overlijden in Point Lonsdale. Haar derde echtgenoot, Frederick Johnson, met wie zij in 1903 trouwde, was op dat moment al overleden. 
Haar campagne voor 'gelijke rechten voor vrouwen' begon met een brief aan de krant Argus, die op dat moment werd gezien als de belangrijkste krant van Melbourne, in april 1869. In de jaren 1880 beleefde haar activisme zijn hoogtijdagen en was ze betrokken bij een groot openbaar debat als vertegenwoordiger van de Melbourne's Eclectic Society en de Australasian Secular Association. Ook was ze in mei 1884 betrokken bij de formatie van de Victorian Women's Suffrage Society, de eerste in zijn soort in Australië. Datzelfde jaar schreef ze een vernietigend oordeel over de Victoriaanse rechtbanken en hun onvermogen om vrouwen te beschermen tegen gewelddadige misdaden, dat werd gepubliceerd in de Melbourne Herald. sneden haar woorden rechtstreeks naar de kern van de kwestie: 'De woede van vrouwen', schreef ze, 'werd nog verergerd door het feit dat degenen die vrouwen geweld hebben aangedaan een aandeel hadden in het maken van de wetten terwijl hun slachtoffers dat niet hadden.'    
Ze werd een boegbeeld voor de Australische vrouwenrechtenbewegingen, toen vrouwen in juni 1902 stemrecht en het bijbehorende recht om zich verkiesbaar te stellen voor het parlement kregen. In de staat Victoria werd dit recht pas in december 1908 erkend. Een straat in de voorstad Cook van de Australische hoofdstad Canberra is naar haar vernoemd. 
In 2013 werd ze nationaal erkend als een cruciale Australische feministe uit de eerste golf. Ter ere van haar levenswerk werd de Dugdale Trust for Women & Girls naar haar vernoemd. De Dugdale Trust for Women & Girls is een nationale instelling die als doel heeft vrouwen en meisjes te beschermen. De Victorian Women's Trust treedt op als beheerder van de instelling. 